# HomeRF
El HomeRF és un estàndard per a connectar tots els telèfons mòbils de la casa i els ordinadors mitjançant un aparell central.
El grup que desenvolupava l'estàndard HomeRF es va dissoldre el gener de 2003.
La idea d'aquest estàndard es basa en el Telèfon sense fil digital millorat (Digital Enhaced Cordless Telephone, DECT) que és un equivalent a l'estàndard dels telèfons mòbils GSM.
Transporta veu i dades per separat, al contrari que protocols com el WiFi que transporta la veu com una forma de dades.
Els creadors d'aquest estàndard pretenien dissenyar un aparell central a cada casa que connectés els telèfons ia més proporcionar una amplada de banda de dades entre les computadores.

## Tipus
Hi ha el HomeRF i el HomeRF2.

### HomeRF
Les prestacions d'aquest sistema són:
- Modulació FSK (Frequency Shift Keying).
- Velocitat de dades variables d'entre 800 kbps i 1.6 Mbps.
- Utilitza la banda de 2.4 GHz.
- 75 canals d'1 MHz per veu.

### HomeRF2
Les prestacions d'aquest sistema són:
- Velocitat d'entre 5 i 10 Mbps
- 15 canals de 5 MHz per a veu

Cal ressaltar que l'estàndard HomeRF posseeix multitud de capacitats de veu (identificador de trucades, trucada en espera, retorn de trucades i intercomunicació dins de la llar).